# Journal d'un écrivain
Le Journal d'un écrivain (en russe : Дневни́к писа́теля) est une sorte de chronique tenue par l'écrivain russe Fiodor Dostoïevski et publié de 1873 à 1881.
Contrairement à ce que son titre pourrait laisser penser, il ne s'agit pas d'un journal intime au sens courant du terme (relation quotidienne des événements qui ont marqué l'auteur), mais de la réunion de textes conçus dès l'origine pour être publiés. Le Journal d'un écrivain témoigne de l'activité de Dostoïevski comme publiciste.
Outre les réflexions de l'auteur, le Journal d'un écrivain contient également quelques œuvres littéraires de fiction, principalement des nouvelles qui sont souvent éditées à part : 
- Bobok
- Le Moujik Maréï
- Le Petit Garçon à l'arbre de Noël du Christ
- La Centenaire
- Deux suicides
- Douce
- Le Rêve d'un homme ridicule.

## Une édition complexe
Le Journal d’un écrivain est une « œuvre » tardive et complexe sur le plan éditorial. C’est un travail en plusieurs parties, dont la rédaction s'est étendue sur plusieurs années, qui n'a jamais été planifié, et qui a encore connu quelques transformations après la mort de l’écrivain en 1881.

### Du vivant de l’auteur

#### Première partie: 1873-1874
Dostoïevski, nommé rédacteur de l'hebdomadaire très conservateur Le Citoyen, a publié dans cette revue une rubrique irrégulière intitulée « Le Journal d’un écrivain ». Le premier supplément date du 1er janvier 1873 (13 janvier dans le calendrier grégorien). Les articles de l'écrivain furent réunis en un volume séparé à la fin de l'année. Il a présenté sa démission après quinze mois d'activité.

#### Deuxième partie: 1876-1877
Publication régulière (mensuelle) de textes d’analyses personnelles sur le monde littéraire et politique (y compris sur l'actualité internationale).
La publication est interrompue en décembre 1877, par décision de Dostoïevski. Les deux années qui suivent seront principalement consacrées à la rédaction et à la publication des Frères Karamazov.

#### Troisième partie: 1880
Publication d’un seul numéro en août 1880.
Le numéro contient essentiellement son Discours sur Pouchkine, mais Dostoïevski fait part de son intention de reprendre la publication régulière du Journal, « si ma santé le permet. ».

#### Quatrième partie: janvier 1881
Reprise de la publication régulière, aussitôt interrompue par la mort de l’écrivain le 29 janvier 1881.

### Édition posthume
En 1882-1883, sa veuve, Anna Dostoïevskaïa publia la première édition posthume des œuvres complètes de l'écrivain et réunit sous un même titre, outre les parties ci-dessus, la nouvelle Le Triton (1878), mais aussi cinq textes très antérieurs sur la littérature parus dans 
Le Temps en 1861, et quelques éditoriaux sur les « Événements à l'étranger » parus dans Le Citoyen.

## Réception
En dépit de son intérêt, le Journal d'un écrivain ne connut aucune réédition en Union soviétique de 1917 à 1980.

## Édition française
- Fiodor Dostoïevski (trad. du russe par Gustave Aucouturier, préf. Gustave Aucouturier), Journal d'un écrivain, Paris, Gallimard, coll. « Bibliothèque de la Pléiade » (no 234), 2007 (1re éd. 1972), 1614 p. (ISBN 978-2-07-010732-2)